# Robert Allison (football)
Robert Allison, parfois surnommé « Bobby », né vers 1912, est un footballeur écossais.
Il évolue en France au poste d'avant centre, au Racing Club de Calais puis au Racing Club de Roubaix, entre 1934 et 1939.

## Carrière
Joueur d'East Fife FC, club de la ville de Methil en Écosse, il est recruté en juillet 1934 par le club calaisien, qui entame sa première saison professionnelle en deuxième division du championnat de France.
Inconnu du grand public, il se révèle être un avant centre brillant mais irrégulier. Il inscrit une cinquantaine de buts en environ autant de matchs lors de ses deux premières saisons, ce qui en fait un des meilleurs spécialistes du championnat. Il est le 2e meilleur buteur du championnat pour sa première saison, avec 26 ou 28 buts, seulement devancé par l'international français du FC Rouen Jean Nicolas, et inscrit encore 24 buts la saison suivante.
En décembre 1936, il est transféré au RC Roubaix, club de première division,, où il continue à jouer, marquer et impressionner les observateurs. Le club parisien du Red Star Olympique envisage un temps de le recruter.
En août 1938, il est fait état de sa prochaine naturalisation, mais en janvier 1939, il est arrêté par la police car il n'est pas en règle avec la « loi sur les étrangers »,. Sa carte de travail est de fait expirée depuis plusieurs mois. Il est d'abord libéré sous caution, ce qui lui permet de jouer, mais il est finalement condamné à un mois de prison ferme,,.
En juillet 1939, il semble qu'il quitte Roubaix, et vraisemblablement la France, sans donner de nouvelles. Alors âgé de 27 ans, il est placé parmi les joueurs libres par son club de Roubaix, qui est relégué en deuxième division et se trouve par ailleurs en difficulté financière. Les compétitions sont interrompues peu après du fait de la Seconde Guerre mondiale et il ne semble pas revenir faire carrière en France par la suite.